# Jacek Bania
Jacek Piotr Bania (ur. 6 lutego 1969 w Pyskowicach) – polski uczony, biolog, profesor nauk weterynaryjnych, profesor Uniwersytetu Przyrodniczego we Wrocławiu, specjalność naukowa: enzymologia.

## Życiorys
W 1993 ukończył na Uniwersytecie Wrocławskim studia na kierunku biochemia. W 1997 na Wydziale Nauk Przyrodniczych w Instytucie Biochemii i Biologii Molekularnej UWr na podstawie rozprawy pt. Inhibitory chymotrypsyny i katepsyny G z hemolimfy Apis mellifera. Struktura i funkcja, napisanej pod kierunkiem Antoniego Polanowskiego, uzyskał stopień doktora nauk biologicznych dyscyplina: biochemia specjalność: enzymologia. W 2008 na podstawie dorobku naukowego oraz monografii pt. Dystrybucja genów enterotoksyn i superantygenów w różnych populacjach Staphylococcus aureus nadano mu na Wydziale Nauk o Żywności Uniwersytetu Przyrodniczego we Wrocławiu stopień doktora habilitowanego nauk biologicznych w dyscyplinie biotechnologia. W 2013 prezydent RP Bronisław Komorowski nadał mu tytuł profesora nauk weterynaryjnych.
Został profesorem Uniwersytetu Przyrodniczego we Wrocławiu na Wydziale Medycyny Weterynaryjnej w Katedrze Higieny Żywności i Ochrony Zdrowia Konsumenta oraz kierownikiem tej katedry. Był prodziekanem Wydziału Medycyny Weterynaryjnej UP we Wrocławiu. Został członkiem Komitetu Nauk Weterynaryjnych i Biologii Rozrodu.
W 2019 został członkiem Rady Doskonałości Naukowej I kadencji.